# Milliken
Milliken és una població dels Estats Units a l'estat de Colorado. Segons el cens del 2000 tenia 2.888 habitants.

## Demografia
Segons el cens del 2000, Milliken tenia 2.888 habitants, 866 habitatges, i 717 famílies. La densitat de població era de 195,3 habitants per km².
Dels 866 habitatges en un 48,5% hi vivien nens de menys de 18 anys, en un 69,4% hi vivien parelles casades, en un 9,7% dones solteres, i en un 17,2% no eren unitats familiars. En el 12% dels habitatges hi vivien persones soles el 3% de les quals corresponia a persones de 65 anys o més que vivien soles. El nombre mitjà de persones vivint en cada habitatge era de 3,33 i el nombre mitjà de persones que vivien en cada família era de 3,63.
Per edats la població es repartia de la següent manera: un 35,1% tenia menys de 18 anys, un 10,7% entre 18 i 24, un 32,3% entre 25 i 44, un 16,4% de 45 a 60 i un 5,4% 65 anys o més.
L'edat mediana era de 27 anys. Per cada 100 dones de 18 o més anys hi havia 99 homes.
La renda mediana per habitatge era de 43.603 $ i la renda mediana per família de 47.188 $. Els homes tenien una renda mediana de 33.646 $ mentre que les dones 22.417 $. La renda per capita de la població era de 14.484 $. Entorn del 9,1% de les famílies i el 12,2% de la població estaven per davall del llindar de pobresa.

## Poblacions més properes
El següent diagrama mostra les poblacions més properes.